# Günter Prodöhl
Günter Prodöhl (* 29. Mai 1920 in Berlin; † 9. Juni 1988 in Potsdam) war ein deutscher Autor.

## Leben
Prodöhl war langjährig als Gerichtsreporter tätig.
Vor allem bekannt wurde er als Autor der Fernsehserie „Blaulicht“, die von 1959 bis 1968 im DDR-Fernsehen lief. Er schrieb auch einzelne Ausgaben der Blaulicht-Romanreihe.
Die Serie wurde als „Konkurrenz“ für die im Westfernsehen laufende Reihe Stahlnetz entworfen. Da allerdings in der DDR nach Auffassung der Machthaber nach Abschaffung des Kapitalismus keine Verbrechen mehr geschehen konnten, musste Prodöhl seine Fälle anders anlegen. So kam es, dass die Hauptdarsteller hauptsächlich gegen Schmuggler, flüchtige Verbrecher und eingereiste Betrüger aus West-Berlin antraten. Als 1961 die Mauer gebaut wurde, war das allerdings nicht mehr möglich. Nach neun Monaten Sendepause wurde dann mit „DDR-Verbrechern“ weitergesendet. Die Serie wurde 1968 eingestellt, weil die Verantwortlichen dauernd unter dem Verdacht standen, die Ideale der DDR zu untergraben.
Außerdem schrieb Prodöhl viele Bücher, darunter Kriminalfälle ohne Beispiel (5 Bände) und Der Mörder war auf UKW zu hören, die sich mit berühmten Kriminalfällen und deren Aufklärung befassen.
Prodöhl machte im Dezember 1949 auf sich aufmerksam, als er in der Berliner Zeitung den Schriftsteller Arno Schmidt einen „Antihumanisten“ nannte, dessen „volksfeindliches“ Buch Leviathan nichts mit junger deutscher Literatur gemein habe. Prodöhl implizierte, dass Schmidt zu einer „parasitär gewordenen Klasse“ gehöre.

## Filmografie
- 1975: Kriminalfälle ohne Beispiel: Mord im Märkischen Viertel (Fernsehreihe)